# Championnat du Chili de football 1953
Navigation
Saison précédente Saison suivante
La saison 1953 du Championnat du Chili de football est la vingt-et-unième édition du championnat de première division au Chili. Les quatorze meilleures équipes du pays sont regroupées au sein d'une poule unique, où elles s'affrontent deux fois, à domicile et à l'extérieur ; à l'issue du championnat, il n'y a ni promotion, ni relégation.
C'est le club de Colo Colo qui remporte la compétition, après avoir terminé en tête du classement final, avec huit points d'avance sur l'un des clubs promus, le Club Deportivo Palestino et Audax Italiano. C'est le sixième titre de champion du Chili de l'histoire du club.

## Les clubs participants
| - Deportes Magallanes - Colo Colo - Ferrobádminton - CF Universidad de Chile - Unión Española - Santiago Wanderers - CSD Rangers - Promu de Segunda División | - Club Deportivo Social y Cultural Iberia - CD Universidad Católica - Audax Italiano - CD Santiago Morning - CD Green Cross - CD Everton de Viña del Mar - Club Deportivo Palestino - Promu de Segunda División |

## Compétition
Le barème utilisé pour établir le classement est le suivant :
- Victoire : 2 points
- Match nul : 1 point
- Défaite : 0 point

### Classement
| Rang | Équipe                                  | Pts | J  | G  | N | P  | Bp | Bc | Diff |
| ---- | --------------------------------------- | --- | -- | -- | - | -- | -- | -- | ---- |
| 1    | Colo Colo                               | 41  | 26 | 18 | 5 | 3  | 80 | 32 | +48  |
| 2    | Club Deportivo Palestino P              | 33  | 26 | 13 | 7 | 6  | 63 | 47 | +16  |
| 3    | Audax Italiano                          | 33  | 26 | 14 | 5 | 7  | 47 | 36 | +11  |
| 4    | CD Everton de Viña del Mar T            | 30  | 26 | 13 | 4 | 9  | 47 | 37 | +10  |
| 5    | CF Universidad de Chile                 | 30  | 26 | 13 | 4 | 9  | 43 | 48 | -5   |
| 6    | CD Green Cross                          | 27  | 26 | 11 | 5 | 10 | 49 | 49 | 0    |
| 7    | Ferrobádminton                          | 27  | 26 | 11 | 5 | 10 | 55 | 56 | -1   |
| 8    | Universidad Católica                    | 26  | 26 | 9  | 8 | 9  | 49 | 43 | +6   |
| 9    | Santiago Wanderers                      | 25  | 26 | 10 | 5 | 11 | 52 | 49 | +3   |
| 10   | CSD Rangers P                           | 24  | 26 | 9  | 6 | 11 | 50 | 52 | -2   |
| 11   | CD Santiago Morning                     | 23  | 26 | 9  | 5 | 12 | 54 | 67 | -13  |
| 12   | Unión Española                          | 19  | 26 | 7  | 5 | 14 | 34 | 54 | -20  |
| 13   | Deportes Magallanes                     | 15  | 26 | 5  | 5 | 16 | 43 | 66 | -23  |
| 14   | Club Deportivo Social y Cultural Iberia | 11  | 26 | 2  | 7 | 17 | 31 | 61 | -30  |

|  | Champion du Chili 1953                            |
|  | T : Tenant du titre P : Promu de Segunda División |

## Bilan de la saison
| Championnat du Chili de football 1953 |                      |
| Champion                              | Colo Colo (6e titre) |
| Promotions et relégations             |                      |
| Promus en Primera División            | Aucun                |
| Relégués en Segunda División          | Aucun                |